# Xanthorhoe collumelloides
Xanthorhoe collumelloides är en fjärilsart som beskrevs av Barnes och Mcdunnough 1913. Xanthorhoe collumelloides ingår i släktet Xanthorhoe och familjen mätare. Inga underarter finns listade i Catalogue of Life.